# Cornac (Lot)
Cornac é uma comuna francesa na região administrativa da Occitânia, no departamento de Lot. Estende-se por uma área de 13.76 km², e possui 346 habitantes, segundo o censo de 2018, com uma densidade de 25 hab/km².